# Ebru Umar
Ebru Umar (prononcé en néerlandais : [ˌe:bru ˈumɑr] ; prononciation turque : ˌɛbruː umˈɑr ; née le 20 mai 1970) est une chroniqueuse hollandaise d'origine turque. Sous l'influence de Theo van Gogh, elle abandonne une carrière dans la gestion et est devient chroniqueuse, d'abord pour le site web de van Gogh puis, après l'assassinat de ce dernier, comme sa successeur en tant que chroniqueuse régulière pour le magazine Metro. Elle écrit pour un certain nombre de magazines néerlandais et a publié quatre livres, sur le féminisme et la critique de l'Islam.

## Biographie
Umar est la fille de parents turcs arrivés aux Pays-Bas en 1970. Son père est un anatomopathologiste à la retraite, sa mère, ophtalmologiste. Elle grandit à Rotterdam et fréquente le Gymnasium Erasmianum.
Après des études de gestion et avoir travaille un certain temps en tant que gestionnaire, elle commence à écrire sous l'influence de Theo van Gogh, et écrit des chroniques sur son site internet (elle considère van Gogh comme son « maître et ami »),, et écrit pour un certain nombre d'autres journaux néerlandais. En 2005, elle prend la place de van Gogh pour le magazine Metro après l'assassinat de celui-ci. Umar est aussi l'auteure de quatre livres, et écrit une chronique hebdomadaire pour le magazine féminin hebdomadaire néerlandais Libelle (en plus de faire des entrevues et des discussions de groupe pour le magazine) et pour la revue néerlandaise féministe Opzij.
En 2006, elle est battue à l'extérieur de son appartement d'Amsterdam par deux attaquants.

## Arrestation en Turquie
Le 23 avril, 2016, Umar est arrêtée dans son appartement dans la ville turque de Kuşadası, pour des tweets critiquant le président turc Erdogan,,. Elle est ensuite libérée mais n'est pas autorisée à quitter la Turquie. Le 24 avril, 2016, sa maison d'Amsterdam est cambriolée et saccagée, le mot Hoer (putain) est inscrit sur les murs,.
Deux mois plus tard, elle déménage à Amsterdam.

## Distinction
- 2017 : Prix Pim Fortuyn (en)[18]